# Cinelerra
Cinelerra是一款为Linux操作系统开发的视频编辑软件。由Heroine Virtual公司制作，首个版本在2002年8月发布。软件遵循GNU许可完全免费。
2003年6月，在针对AMD皓龙处理器平台经过一定的改写后，Cinelerra成为首款64位媒体编辑软件，该版本于2004年对外发布。

## 外部連結
- 官方主页（页面存档备份，存于）